# 1407년

## 연호
- 명(明) 영락(永樂) 5년
- 일본(日本) 오에이(応永) 14년
- 호 왕조(胡朝) 카이다이(開大) 5년
- 후 쩐 왕조(後陳朝) 흥카인(興慶) 원년

## 기년
- 명(明) 성조 영락제(成祖 永樂帝) 5년
- 조선(朝鮮) 태종(太宗) 7년
- 호 왕조(胡朝) 호한트엉(胡漢蒼) 7년
- 후 쩐 왕조(後陳朝) 간정제(簡定帝) 원년

## 사건
- 민무구의 옥

## 탄생
- 조선 전기의 왕족 온녕군. (~1454년)
- 조선의 김종순(金從舜)·신석조(辛碩祖)·정식(鄭軾)·황수신(黃守身).

## 사망
- 조선의 남양군(南陽君) 홍길민(洪吉旼). (1353년~)
- 조선의 상락부원군(上洛府院君) 김사형(金士衡). (1341년~)
- 조선의 취산군(鷲山君) 신극례(辛克禮). (?~)